# 安亭事件
安亭事件指1966年11月10日，中国文化大革命期间，上海工人革命造反总司令部的1000名成员北上赴京告状，导致不能组织跨行业的地区性工人群众组织的禁令废除的事件。

## 过程
11月9日，“工总司”在上海文化广场召开成立大会。会议受到冲击。会前他们曾要求上海市委承认其组织、市长曹荻秋到会接受批判、提供宣传工具，結果上海市委根据《十六条》和周恩来有關不要成立跨行业组织的文件规定做出“不参加、不承认、不支持”的“三不”答复。
11月10日，为达到造反组织合法化的政治目的，他们率队赴京告状。潘国平率1000人登上去北京的特快列车，王洪文率1000人登上驶往郑州的69次特快列车（运行中被改为602次慢车）。先后受阻于南京和安亭。当日中午12点他们将14次特快列车拦阻于安亭站，造成京沪线中断20小时（一说30小时）。企图以扩大事态，迫使中央解决问题。事件当即引起北京震动、外电的报道。
11月11日，中共中央华东局第三书记韩哲一、上海市副市长李干成到安亭劝说前，14次特快列车被放行。同时陈伯达发来电报：“你们的这次行动，不单影响本单位的生产，而且大大影响全国的交通”，希望“立即回到上海去，有问题就地解决”，张春桥11日深夜乘专机抵沪，与“工总司”负责人接触，允诺回上海解决他们提出的各项要求，11月12日下午大部分造反队员回沪。
11月13日上午张春桥与工总司会谈前，参加的上海市委常委会再次重申“三不”决定。下午张春桥在工总司的“承认组织合法、承认上京告状是革命行动、告状后果由上海市委负责、曹荻秋公开检查、对工总司提供各方面條件”的五项条件上签字。这被印成传单在全上海市散发。中央文革小组、毛泽东获悉消息后迅速同意了这一处理意见。11月16日毛说“可以先斩后奏，总是先有事实，后有概念。”不能组织跨行业的地区性工人群众组织的禁令由此废除，学生红卫兵与工人造反派合流。

## 影响
该事件后，多米诺骨牌接连倒下：《解放日报》事件、康平路事件相继发生。这一事件成了全面“炮打”中共上海市委，导致后来轰动全国的所谓夺权的“一月革命”的导火索、转折点。
中共中央华东局及上海市委的领导陈丕显、曹荻秋、魏文伯、常溪萍等先后被打倒、迫害，常溪萍甚至离奇死亡。

## 怀疑
- 黄金海：“如果确如官史所说[註 2]，那么，14次列车上的列车长、乘务员、驾驶员，还有数以千计的乘客，为什么没一个人站出来证实呢？要知道，这正是揭批四人帮的好材料呀！为什么在几十年的高压审查之下，竟没有一个人出来证明当时的拦截情况？四十年过去了，为什么“卧轨”的数百人中，竟也没一个人肯出来讲一讲他们当初是怎样受王洪文指使的？又是怎么采取卧轨行动的？”[1]